# Boyd Devereaux
Boyd Fletcher Devereaux, född 16 april 1978, är en kanadensisk före detta professionell ishockeyspelare som tillbringade elva säsonger i den nordamerikanska ishockeyligan National Hockey League (NHL), där han spelade för ishockeyorganisationerna Edmonton Oilers, Detroit Red Wings, Phoenix Coyotes och Toronto Maple Leafs. Han producerade 179 poäng (67 mål och 112 assists) samt drog på sig 205 utvisningsminuter på 627 grundspelsmatcher. Devereaux spelade också på lägre nivåer för Hamilton Bulldogs och Toronto Marlies i American Hockey League (AHL), HC Lugano i Nationalliga A (NLA) och Kitchener Rangers i Ontario Hockey League (OHL).
Devereaux draftades i första rundan i 1996 års draft av Edmonton Oilers som sjätte spelare totalt.
Han vann Stanley Cup med Red Wings för säsongen 2001-2002.
Efter spelarkarriären driver Devereaux ett produktionsbolag.

## Statistik
| Källa: Utv = Utvisningsminuter | Källa: Utv = Utvisningsminuter                        | Källa: Utv = Utvisningsminuter                        |                                                       | Grundserie                                            | Grundserie                                            | Grundserie                                            | Grundserie                                            | Grundserie                                            |                                                       | Slutspel                                              | Slutspel                                              | Slutspel                                              | Slutspel                                              | Slutspel                                              |
| Säsong                         | Lag                                                   | Liga                                                  | Matcher                                               | Mål                                                   | Assist                                                | Poäng                                                 | Utv                                                   | Matcher                                               | Mål                                                   | Assist                                                | Poäng                                                 | Utv                                                   |                                                       |                                                       |
| ------------------------------ | ----------------------------------------------------- | ----------------------------------------------------- | ----------------------------------------------------- | ----------------------------------------------------- | ----------------------------------------------------- | ----------------------------------------------------- | ----------------------------------------------------- | ----------------------------------------------------- | ----------------------------------------------------- | ----------------------------------------------------- | ----------------------------------------------------- | ----------------------------------------------------- | ----------------------------------------------------- | ----------------------------------------------------- |
| 1992–1993                      | Seaforth Centenaires                                  | SOJHL                                                 | 34                                                    | 7                                                     | 20                                                    | 27                                                    | 14                                                    | —                                                     | —                                                     | —                                                     | —                                                     | —                                                     |                                                       |                                                       |
| 1993–1994                      | Stratfrod Cullitons                                   | MWJHL                                                 | 46                                                    | 12                                                    | 27                                                    | 39                                                    | 8                                                     | —                                                     | —                                                     | —                                                     | —                                                     | —                                                     |                                                       |                                                       |
| 1994–1995                      | Stratfrod Cullitons                                   | MWJHL                                                 | 45                                                    | 31                                                    | 74                                                    | 105                                                   | 21                                                    | —                                                     | —                                                     | —                                                     | —                                                     | —                                                     |                                                       |                                                       |
| 1995–1996                      | Kitchener Rangers                                     | OHL                                                   | 66                                                    | 20                                                    | 38                                                    | 58                                                    | 33                                                    | 12                                                    | 3                                                     | 7                                                     | 10                                                    | 4                                                     |                                                       |                                                       |
| 1996–1997                      | Kitchener Rangers                                     | OHL                                                   | 54                                                    | 28                                                    | 41                                                    | 69                                                    | 37                                                    | 13                                                    | 4                                                     | 11                                                    | 15                                                    | 8                                                     |                                                       |                                                       |
|                                | Hamilton Bulldogs                                     | AHL                                                   | —                                                     | —                                                     | —                                                     | —                                                     | —                                                     | 1                                                     | 0                                                     | 1                                                     | 1                                                     | 0                                                     |                                                       |                                                       |
| 1997–1998                      | Edmonton Oilers                                       | NHL                                                   | 38                                                    | 1                                                     | 4                                                     | 5                                                     | 6                                                     | —                                                     | —                                                     | —                                                     | —                                                     | —                                                     |                                                       |                                                       |
|                                | Hamilton Bulldogs                                     | AHL                                                   | 14                                                    | 5                                                     | 6                                                     | 11                                                    | 6                                                     | 9                                                     | 1                                                     | 1                                                     | 2                                                     | 8                                                     |                                                       |                                                       |
| 1998–1999                      | Edmonton Oilers                                       | NHL                                                   | 61                                                    | 6                                                     | 8                                                     | 14                                                    | 23                                                    | 1                                                     | 0                                                     | 0                                                     | 0                                                     | 0                                                     |                                                       |                                                       |
|                                | Hamilton Bulldogs                                     | AHL                                                   | 7                                                     | 4                                                     | 6                                                     | 10                                                    | 2                                                     | 8                                                     | 0                                                     | 3                                                     | 3                                                     | 4                                                     |                                                       |                                                       |
| 1999–2000                      | Edmonton Oilers                                       | NHL                                                   | 76                                                    | 8                                                     | 19                                                    | 27                                                    | 20                                                    | —                                                     | —                                                     | —                                                     | —                                                     | —                                                     |                                                       |                                                       |
| 2000–2001                      | Detroit Red Wings                                     | NHL                                                   | 55                                                    | 5                                                     | 6                                                     | 11                                                    | 14                                                    | 2                                                     | 0                                                     | 0                                                     | 0                                                     | 0                                                     |                                                       |                                                       |
| 2001–2002                      | Detroit Red Wings                                     | NHL                                                   | 79                                                    | 9                                                     | 16                                                    | 25                                                    | 24                                                    | 21                                                    | 2                                                     | 4                                                     | 6                                                     | 4                                                     |                                                       |                                                       |
| 2002–2003                      | Detroit Red Wings                                     | NHL                                                   | 61                                                    | 3                                                     | 9                                                     | 12                                                    | 16                                                    | —                                                     | —                                                     | —                                                     | —                                                     | —                                                     |                                                       |                                                       |
| 2003–2004                      | Detroit Red Wings                                     | NHL                                                   | 61                                                    | 6                                                     | 9                                                     | 15                                                    | 20                                                    | 3                                                     | 1                                                     | 0                                                     | 1                                                     | 0                                                     |                                                       |                                                       |
| 2004–2005                      | Spelade ej på grund av konflikt mellan NHL och NHLPA. | Spelade ej på grund av konflikt mellan NHL och NHLPA. | Spelade ej på grund av konflikt mellan NHL och NHLPA. | Spelade ej på grund av konflikt mellan NHL och NHLPA. | Spelade ej på grund av konflikt mellan NHL och NHLPA. | Spelade ej på grund av konflikt mellan NHL och NHLPA. | Spelade ej på grund av konflikt mellan NHL och NHLPA. | Spelade ej på grund av konflikt mellan NHL och NHLPA. | Spelade ej på grund av konflikt mellan NHL och NHLPA. | Spelade ej på grund av konflikt mellan NHL och NHLPA. | Spelade ej på grund av konflikt mellan NHL och NHLPA. | Spelade ej på grund av konflikt mellan NHL och NHLPA. | Spelade ej på grund av konflikt mellan NHL och NHLPA. | Spelade ej på grund av konflikt mellan NHL och NHLPA. |
| 2005–2006                      | Phoenix Coyotes                                       | NHL                                                   | 78                                                    | 8                                                     | 14                                                    | 22                                                    | 44                                                    | —                                                     | —                                                     | —                                                     | —                                                     | —                                                     |                                                       |                                                       |
| 2006–2007                      | Toronto Maple Leafs                                   | NHL                                                   | 33                                                    | 8                                                     | 11                                                    | 19                                                    | 12                                                    | —                                                     | —                                                     | —                                                     | —                                                     | —                                                     |                                                       |                                                       |
|                                | Toronto Marlies                                       | AHL                                                   | 30                                                    | 6                                                     | 8                                                     | 14                                                    | 14                                                    | —                                                     | —                                                     | —                                                     | —                                                     | —                                                     |                                                       |                                                       |
| 2007–2008                      | Toronto Maple Leafs                                   | NHL                                                   | 62                                                    | 7                                                     | 11                                                    | 18                                                    | 24                                                    | —                                                     | —                                                     | —                                                     | —                                                     | —                                                     |                                                       |                                                       |
| 2008–2009                      | Toronto Maple Leafs                                   | NHL                                                   | 23                                                    | 6                                                     | 5                                                     | 11                                                    | 2                                                     | —                                                     | —                                                     | —                                                     | —                                                     | —                                                     |                                                       |                                                       |
|                                | Toronto Marlies                                       | AHL                                                   | 45                                                    | 9                                                     | 7                                                     | 16                                                    | 14                                                    | 6                                                     | 0                                                     | 3                                                     | 3                                                     | 14                                                    |                                                       |                                                       |
| 2009–2010                      | HC Lugano                                             | NLA                                                   | 16                                                    | 2                                                     | 2                                                     | 4                                                     | 8                                                     | —                                                     | —                                                     | —                                                     | —                                                     | —                                                     |                                                       |                                                       |
| NHL totalt                     | NHL totalt                                            | NHL totalt                                            | 627                                                   | 67                                                    | 112                                                   | 179                                                   | 205                                                   | 27                                                    | 3                                                     | 4                                                     | 7                                                     | 4                                                     |                                                       |                                                       |
| AHL totalt                     | AHL totalt                                            | AHL totalt                                            | 96                                                    | 24                                                    | 27                                                    | 51                                                    | 36                                                    | 24                                                    | 1                                                     | 8                                                     | 9                                                     | 26                                                    |                                                       |                                                       |
| NLA totalt                     | NLA totalt                                            | NLA totalt                                            | 16                                                    | 2                                                     | 2                                                     | 4                                                     | 8                                                     | —                                                     | —                                                     | —                                                     | —                                                     | —                                                     |                                                       |                                                       |
| OHL totalt                     | OHL totalt                                            | OHL totalt                                            | 120                                                   | 48                                                    | 79                                                    | 127                                                   | 70                                                    | 25                                                    | 7                                                     | 18                                                    | 25                                                    | 12                                                    |                                                       |                                                       |